# 140 PLM 4271 à 4290
Les 140 PLM 4 271 à 4 290, futures 140 C 1 à 20 sont des machines de type consolidation (disposition d’essieux 140) construites par la Société de Construction des Batignolles entre 1911 et 1913 pour la Compagnie des chemins de fer de Paris à Lyon et à la Méditerranée. Elles sont conçues pour un service de trains de marchandises directs.
Ces machines étaient des locomotives compound et à surchauffe, l’objectif du PLM était de comparer trois formules. La surchauffe n’étant pas jugée suffisamment intéressante, le PLM ne produira pas davantage de ces locomotives et choisit à la place le modèle compound à vapeur saturée mais transformera néanmoins ces locomotives avec un surchauffeur après la guerre. 
Les vingt locomotives de la série 4 271 à 4 290, renumérotées 140 C 1 à 20 en 1924 seront affectées en Algérie dans les années 1920.

## Histoire

### Genèse
Pour remplacer des séries anciennes qui assuraient la traction des trains de marchandises, la Compagnie des chemins de fer de Paris à Lyon et à la Méditerranée entama la mise au point de trois séries qui tenaient compte des derniers progrès en matière de construction de locomotives et partageaient en commun leurs dimensions, leur chaudière à foyer Belpaire et le diamètre de leurs roues et un bissel à balancier Zara.
- les 140 PLM 4 295 à 4 499, futures 140 B 1 à 205, des locomotives compound à vapeur saturée construites de 1909 à 1912
- les 140 PLM 4 271 à 4 290, futures 140 C 1 à 20, des locomotives compound munies de la surchauffe construites entre 1911 et 1913
- les 140 PLM 4 175 à 4 194, futures 140 D 1 à 20, à quatre cylindres simple expansion et surchauffe construites entre 1912 et 1913

### Essai de la surchauffe sur le PLM
En 1911, la surchauffe est encore une invention nouvelle. Après quelques errements, la solution la plus efficace fut trouvée : placer le surchauffeur entre les tubes de la chaudière. Plusieurs séries de locomotives dotées de la surchauffe commencèrent à être construites en Allemagne (où la surchauffe fut inventée), en Belgique et aussi en France, où le PLM avait déjà essayé la formule sur des locomotives de disposition Pacific, les fameuses Pacific PLM.
Jusqu’ici, la surchauffe avait surtout été utilisée sur des locomotives à simple expansion où elle donnait des performances supérieures à celles des locomotives compound. 
La première série de Consolidation mises en service par le PLM à partir de 1909 employait la conception classique en France : quatre cylindres compound et vapeur saturée. 
Entretemps, le PLM qui était en train de transformer des 030 "Bourbonnais" en 040 de la série des 040 PLM 4 571 à 4 640 avait décidé de réaliser 10 exemplaires munis de la surchauffe. Les résultats furent assez décevants mais pouvaient être imputés aux services auxquels ces locomotives étaient affectés : des trains lents comprenant de fréquents et longs arrêts. 
Le PLM commanda la série des 140 4 175 à 4 194 munies de quatre cylindres à simple expansion afin de voir si le PLM pouvait se passer de la complexité du système compound et des chaudières à hautes timbre élevé en construisant des locomotives moins chères, plus simples à construire et à entretenir.
Toutefois, le PLM fit simultanément réaliser 20 locomotives combinant un moteur compound et un surchauffeur Schmidt.
Toute la série fut commandée à un seul constructeur, la Société de construction des Batignolles entre 1911 et 1913.

### Caractéristiques
Elles ont un surchauffeur Schmidt à 21 éléments, un timbre de 16 atmosphères et une chaudière à foyer Belpaire profond munie de 73 tubes lisses ou à ailettes atteignant une longueur de quatre mètres. Leur régulateur de prise de vapeur est à soupape équilibrée et elles possèdent un échappement à cône mobile de type "Nord".
Les deux cylindres à haute pression sont disposés à extérieur et attaquent le troisième essieu couplé par le biais de pistons à contre-tiges.
Les cylindres à basse pression, légèrement inclinés, sont disposés à intérieur entre les longerons et attaquent le deuxième essieu couplé.
Pour faciliter l’inscription en courbe, le bissel est couplé au premier essieu couplé par le biais d’un balancier Zara. À l’arrière, le dernier essieu couplé, disposé au-delà du foyer possède un jeu latéral de 26,5 mm de chaque côté, ce qui a nécessité l’installation de rotules sphériques sur la bielle d’accouplement. Ces deux points permettent à cette locomotive de circuler aisément dans des courbes de faible rayon. 
Les quatre essieux couplés sont freinés avec un sabot de frein chacun, en outre la locomotive est équipée du frein Westinghouse. 

## Carrière
Les vingt locomotives furent construites en 1913 et immédiatement mises en service tandis que des essais comparatifs eurent lieu avec les autres Consolidations du PLM. 
La 4 280 fut envoyée à l’Exposition universelle de 1913 à Gand. 
À partir de 1913, le PLM, après avoir mené des essais comparatifs, décida, malgré les avantages de la surchauffe, d’en rester à la formule éprouvée de locomotives compound à vapeur saturée dans le domaine des marchandises, celui-ci commandera 100, puis 113 autres locomotives, très proches des 140 B mais avec un nouveau bissel : les 140 E PLM qui seront livrées entre 1913 et 1928. 
Toutefois, ces deux séries de locomotives seront ultérieurement dotées de la surchauffe dans les années 1920. Contrairement aux 140 C, le surchauffeur des 140 B et 140 E comptera 48 éléments, ce qui représente une surface de surchauffe de 62,64 m2 contre 33,63 m2 sur les 140 C,. 
Quant aux vingt locomotives de la série 4271 à 4290, elles furent renumérotées dans la série 140 C 1 à 20 en 1924. 
Entre 1927 et 1928, leur carrière en France métropolitaine se termine avec leur mutation sur le réseau d'Algérie du PLM. 